# Пешич, Анте
Анте Пешич (хорв. Ante Pešić; 27 августа 1974) — хорватский футболист, защитник.

## Карьера
С 1997 по 1999 год играл за «Шибеник». В начале июля 1999 года вместе со словенцем Гораном Гуталем перешёл в российский ЦСКА, в хорватских СМИ переход Пешича в Москву назван сенсационным. Дебютировал за ЦСКА 18 июля 1999 года в домашнем матче 18-го тура против ярославского «Шинника», выйдя в стартовом составе и «отметившись» жёлтой карточкой. Провёл 4 матча за армейский клуб, отметился результативной передачей. В 2000 году вернулся на родину, где играл за «Вуковар». После чего выступал за ряд любительских клубов Италии.